# Limnophila obscuripennis
Limnophila obscuripennis är en tvåvingeart. Limnophila obscuripennis ingår i släktet Limnophila och familjen småharkrankar.

## Underarter
Arten delas in i följande underarter:
- L. o. neptuna
- L. o. obscuripennis